# Meralius echinatus
Meralius echinatus là một loài bọ cánh cứng trong họ Zopheridae. Loài này được Guérin-Méneville miêu tả khoa học năm 1838.